# Canton de Villefranche-du-Périgord
Pour les articles homonymes, voir Canton de Villefranche.
Le canton de Villefranche-du-Périgord est une ancienne division administrative française située dans le département de la Dordogne, en région Aquitaine.

## Historique
- Le canton de Villefranche, devenu canton de Villefranche-de-Belvès, puis canton de Villefranche-du-Périgord en 1893, est l'un des cantons de la Dordogne créés en 1790, en même temps que les autres cantons français. Il a d'abord été rattaché au district de Belvès avant de faire partie de l'arrondissement de Sarlat, renommé en arrondissement de Sarlat-la-Canéda en 1965[1].

- De 1833 à 1848, les cantons de Belvès et de Villefranche-de-Belvès (Villefranche-du-Périgord) avaient le même conseiller général. Le nombre de conseillers généraux était limité à 30 par département[2].

### Redécoupage cantonal de 2014-2015
Par décret du 21 février 2014, le nombre de cantons du département est divisé par deux, avec mise en application aux élections départementales de mars 2015. Le canton de Villefranche-du-Périgord est supprimé à cette occasion. Ses neuf communes sont alors rattachées au canton de la Vallée Dordogne, dont le bureau centralisateur est fixé à Saint-Cyprien.

## Géographie
Ce canton était organisé autour de Villefranche-du-Périgord dans l'arrondissement de Sarlat-la-Canéda. Son altitude variait de 135 m (Campagnac-lès-Quercy) à 345 m (Besse) pour une altitude moyenne de 232 m.

## Représentation

### Conseillers généraux de 1833 à 2015
Avant 1833, les conseillers généraux étaient désignés, et ne représentaient pas un canton déterminé.
| Période | Période          | Identité                        | Étiquette                  | Qualité |
| ------- | ---------------- | ------------------------------- | -------------------------- | --- |
| 1833    | 1839 (décès)     | Joseph de Commarque             |                            | Propriétaire à Daglan |
| 1840    | 1848             | François Delcer de Puymège      |                            | Percepteur des contributions directes Juge de paix du canton de Villefranche-de-Belvès                                                        |
| 1848    | 1852             | Joseph Camassel                 |                            | Maire de Villefranche-de-Belvès |
| 1852    | 1861             | Pierre Gaston de Vassal-Sineuil |                            | Officier d'état-major retraité (garde du corps du Roi et officier de cavalerie)                                                               |
| 1861    | 1867             | P.L. Delmas                     |                            | Médecin |
| 1867    | 1879 (démission) | Jean-Baptiste Doriac            |                            | Maire de Villefranche-de-Belvès |
| 1879    | 1886             | P.L. de Vassal-Sineuil          | Droite royaliste           | Médecin, propriétaire Maire de Saint-Cernin-de-l'Herm                                                                                         |
| 1886    | 1892             | Joseph Abner Maraval            | Républicain                | Propriétaire, maire de Villefranche-de-Belvès                                                                                                 |
| 1892    | 1929 (décès)     | Jean Delrieu                    | Républicain puis Rad.      | Conseiller à la Cour de cassation, Paris |
| 1929    | 1940             | Alfred Jean Delrieu             | Concentration républicaine | Substitut du procureur général de la Seine Propriétaire à la Bardannie, Villefranche-du-Périgord                                              |
|         |                  |                                 |                            | |
| 1945    | 1954 (décès)     | Charles Maurial                 | SFIO                       | Industriel Maire de Villefranche-du-Périgord                                                                                                  |
| 1955    | 1967 (démission) | Jean Maurial                    | SFIO                       | Exploitant forestier |
| 1967    | 1979             | Maurice Bouyou                  | PCF                        | Cultivateur Secrétaire général de la Fédération départementale des exploitants agricoles Premier adjoint au Maire de Villefranche-du-Périgord |
| 1979    | 2004             | Jean-Yves Martegoutte           | RPR                        | Agent d'assurance Maire de Villefranche-du-Périgord (1972-2001)                                                                               |
| 2004    | 2011             | Vincent Deltreuil               | DVD puis UMP               | Agent général d'assurance Maire de Villefranche-du-Périgord (2001-2009)                                                                       |
| 2011    | 2015             | François Fournier               | PS                         | Policier retraité Maire d'Orliac (2008-2014)                                                                                                  |

### Conseillers d'arrondissement (de 1833 à 1940)
| Période                                  | Période          | Identité          | Étiquette                      | Qualité |
| ---------------------------------------- | ---------------- | ----------------- | ------------------------------ | --- |
| Les données manquantes sont à compléter. |                  |                   |                                | |
| 1833                                     | 1848             | Pierre Vialenc    |                                | Médecin à Villefranche-de-Belvès                                                                            |
|                                          |                  |                   |                                | |
| 1855                                     | 1871             | Raymond Bertal    |                                | Avocat, propriétaire à Villefranche-de-Belvès                                                               |
| 1871                                     | 1900 (démission) | Édouard Cangardel | Droite puis Républicain rallié | Négociant, maire de Villefranche-de-Belvès (1888-?)                                                         |
| 1901                                     | 1919             | Jean Delmon       | Républicain                    | Agriculteur, maire de Loubejac                                                                              |
| 1919                                     | 1940             | Albert Blanc      | Radical                        | Propriétaire, conseiller municipal puis adjoint au maire de Loubejac                                        |
| 1940                                     |                  |                   |                                | Les conseils d'arrondissement ont été suspendus par la loi du 12 octobre 1940 et n'ont jamais été réactivés |

Sources : "Annuaires et calendriers 1789-1842 " sur le site des archives départementales de la Dordogne. https://archives.dordogne.fr/r/72/fonds-imprimes/annuaires-et-calendriers?arko_default_6076b1c79b335--ficheFocus=

## Composition
Le canton de Villefranche-du-Périgord regroupait neuf communes et comptait 2 335 habitants (population municipale) au 1er janvier 2011.
| Communes                 | Population (2012) | Code postal | Code Insee |
| ------------------------ | ----------------- | ----------- | ---------- |
| Besse                    | 155               | 24550       | 24039      |
| Campagnac-lès-Quercy     | 303               | 24550       | 24075      |
| Lavaur                   | 72                | 24550       | 24232      |
| Loubejac                 | 269               | 24550       | 24245      |
| Mazeyrolles              | 346               | 24550       | 24263      |
| Orliac                   | 59                | 24170       | 24313      |
| Prats-du-Périgord        | 153               | 24550       | 24337      |
| Saint-Cernin-de-l'Herm   | 233               | 24550       | 24386      |
| Villefranche-du-Périgord | 745               | 24550       | 24585      |

## Démographie
| 1962  | 1968  | 1975  | 1982  | 1990  | 1999  | 2006  | 2011  | 2012  |
| ----- | ----- | ----- | ----- | ----- | ----- | ----- | ----- | ----- |
| 3 127 | 2 924 | 2 704 | 2 574 | 2 512 | 2 387 | 2 389 | 2 335 | 2 304 |